# Cylindrophis boulengeri
Espèce
Cylindrophis boulengeri est une espèce de serpents de la famille des Cylindrophiidae.

## Répartition
Cette espèce se rencontre à Timor, à Wetar et à Babar en Indonésie et au Timor oriental.

## Étymologie
Cette espèce est nommée en l'honneur de George Albert Boulenger.

## Publication originale
- Roux, 1911 : Elbert-Sunda-Expedition des Frankfurter Vereins für Geographie und Statistik. Reptilien und Amphibien. Zoologische Jahrbücher, Abteilung für Systematik, Geographie und Biologie der Tiere, Jena, vol. 30, p. 495-508 (texte intégral).